# C/1847 T1
Sao chổi Miss Mitchell hay Sao chổi Mitchell (tên định danh chính thức: C/1847 T1) là một sao chổi không tuần hoàn mà nhà thiên văn học người Mỹ Maria Mitchell đã phát hiện ra vào năm 1847.
Khám phá ban đầu được ghi nhận cho Francesco de Vico, quan sát từ Rome, là người đầu tiên báo cáo về việc phát hiện ra sao chổi C/1847 T1 ở châu Âu. Tuy nhiên, Mitchell đã quan sát sao chổi hai ngày trước khi Francesco de Vico phát hiện, vì vậy cô được công nhận là người phát hiện ra sao chổi này.
Sao chổi có một giải pháp quỹ đạo hypebol yếu khi ở bên trong khu vực hành tinh của hệ Mặt Trời. Giải pháp quỹ đạo khi sao chổi nằm ngoài vùng hành tinh cho thấy sao chổi liên kết với Mặt Trời.